# Alelimma odontias
Alelimma odontias là một loài bướm đêm trong họ Erebidae.